# Sólo se vive una vez (Los Simpson)
Sólo se vive una vez, llamado YOLO en su versión original, es el cuarto capítulo de la vigesimoquinta temporada de la serie animada Los Simpson, y el 534 de la misma. Fue escrito por Michael Nobori y dirigido por Michael Polcino, y se emitió Estados Unidos el 10 de noviembre de 2013 por FOX. Las estrellas invitadas fueron Jon Lovitz como Eduardo y Marcia Wallace. En este episodio, Homer tiene una crisis de la mediana edad, por lo que Marge llama a un amigo de la infancia para que lo ayude.

## Sinopsis
Kirk Van Houten tiene una crisis de la mediana edad y Homer se da cuenta de que su vida actual no cambiará y se deprime. Entonces, Marge decide invitar a Eduardo, el antiguo amigo español de Homer, a quien este había conocido por correspondencia. Eduardo ayuda a Homer a cumplir sus sueños de la infancia. Finalmente, logra realizar su último sueño de la infancia: volar en un traje aéreo. Desafortunadamente, Homer se estrella en el edificio más alto de Springfield y cae al suelo.   
Mientras tanto, se revela que los estudiantes de la Escuela Primaria de Springfield hacen trampa. Lisa propone la creación de un código de honor que hará que el estudiante no haga trampas y delatar a los tramposos. Ella logra que todos firmen el código y estudien más. Un día, Lisa toma accidentalmente la mochila de Bart y descubre que su hermano está haciendo trampa. La niña amenaza con acusarlo, pero él le dice que si ella lo hace significaría que su sistema falló. Entonces, Lisa planea obligar a Bart a entregarse, mas él responde que lo único que le hará entregarse es una señal de Dios. De pronto, Homer cae sobre Bart y este acepta entregarse. 
Homer acepta llevar a Eduardo al aeropuerto. Cuando le pregunta dónde quiere que lo deje, él le contesta que «vaya hasta donde su corazón pueda llevarlo». Homer y Eduardo son vistos por última vez dirigiéndose hacia el Templo Expiatorio de la Sagrada Familia en Barcelona.